# Kong Christian den X’s Bro
Die Kong Christian den X’s Bro (deutsch etwa: „König-Christian X.-Brücke“) ist eine Stabbogenbrücke in Dänemark, die über den Alsensund durch die Sonderburger Innenstadt führt und die Halbinsel Sundewitt mit der Insel Alsen verbindet. Die zweispurige Straßen- und Klappbrücke wird bei Bedarf für den Schiffsverkehr geöffnet, dem dann eine Durchfahrtsbreite von 30 Metern zur Verfügung steht.

## Geschichte
Vorgänger der Kong Christian den X’s Bro war eine 220 Meter lange Pontonbrücke, die 1856 eröffnet wurde und nach dem dänischen König Frederik den VII. benannt war.
Pläne für eine neue Brücke über den Alsensund wurden 1923 dem Rigsdagen vom damaligen Minister für öffentliche Arbeiten, Marius Abel Nielsen Slebsager, vorgetragen. Ein Jahr später beschloss das Parlament den Bau der Brücke mit dem Gesetz Nr. 72 vom 29. März 1924. Der Bau erfolgte von 1925 bis 1930. Am 7. Oktober 1930 wurde die Brücke vom Namensgeber, König Christian X., eröffnet.
Die 331 Meter lange Brücke war ursprünglich als kombinierte Straßen- und Eisenbahnbrücke angelegt. Mit der Kreisbahn auf Alsen bestand eine Verbindung zum Fährhafen Mommark, von dem aus Fähren nach Fåborg auf Fünen verkehrten. Nachdem der Bahnverkehr nach Mommark 1962 eingestellt worden war, wurde die Brücke noch bis zum 1. Oktober 1996 für den Güterverkehr genutzt.
Bis zur Fertigstellung der Alssundbroen im Jahr 1981 war die Brücke die einzige feste Verbindung zwischen Alsen und Sonderburg. Die Eröffnung der neuen Brücke sorgte für eine merkliche Entlastung des Verkehrs durch Sonderburg.
Für die Tour de France 2022, bei der Sonderburg Zielort der dritten Etappe war, wurde die Brücke 100 Tage lang mit gelbem Stoff verhüllt; dies wurde von der Bitten & Mads Clausen Stiftung finanziert.

## Siehe auch

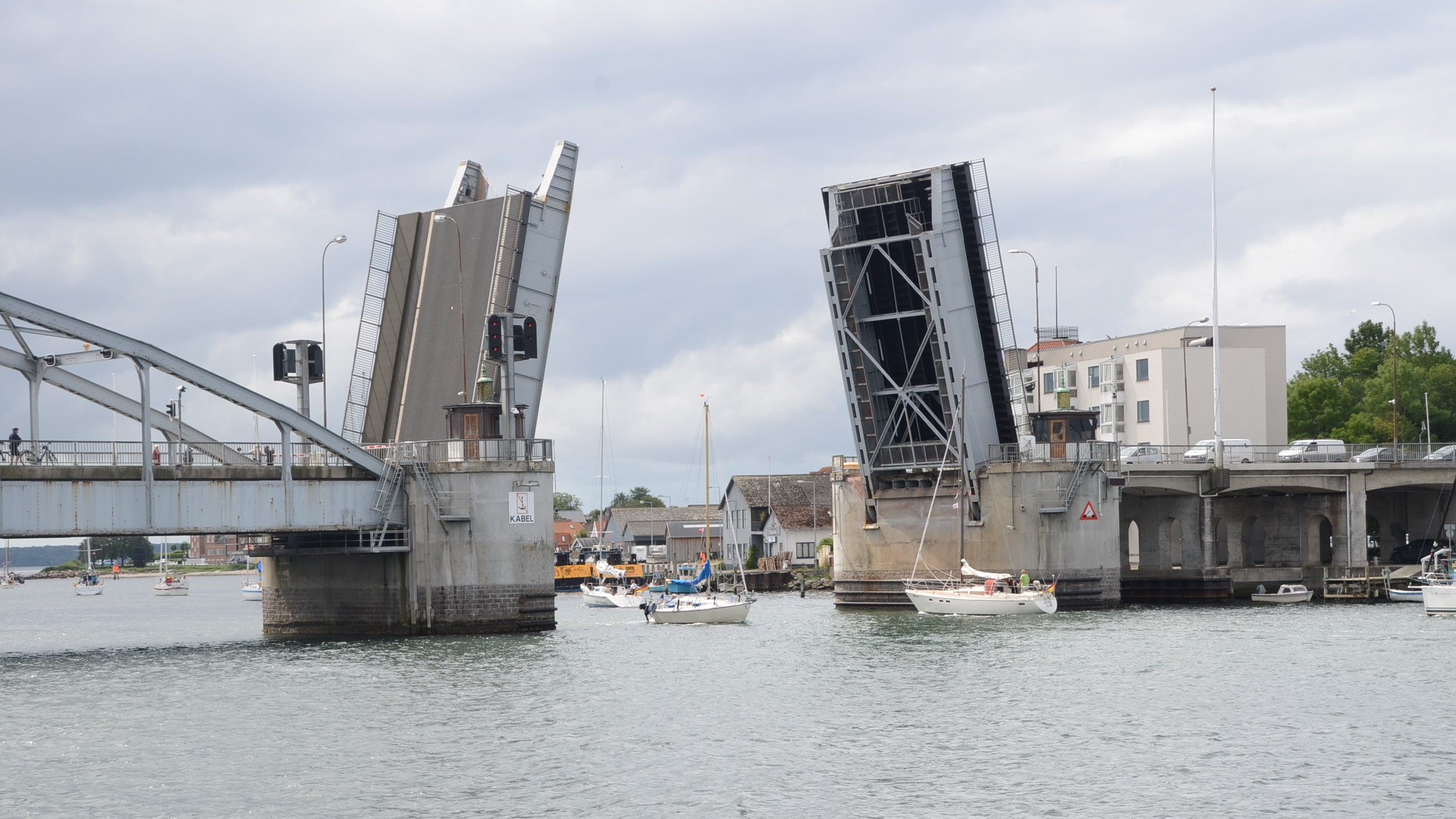
Die geöffnete Brücke

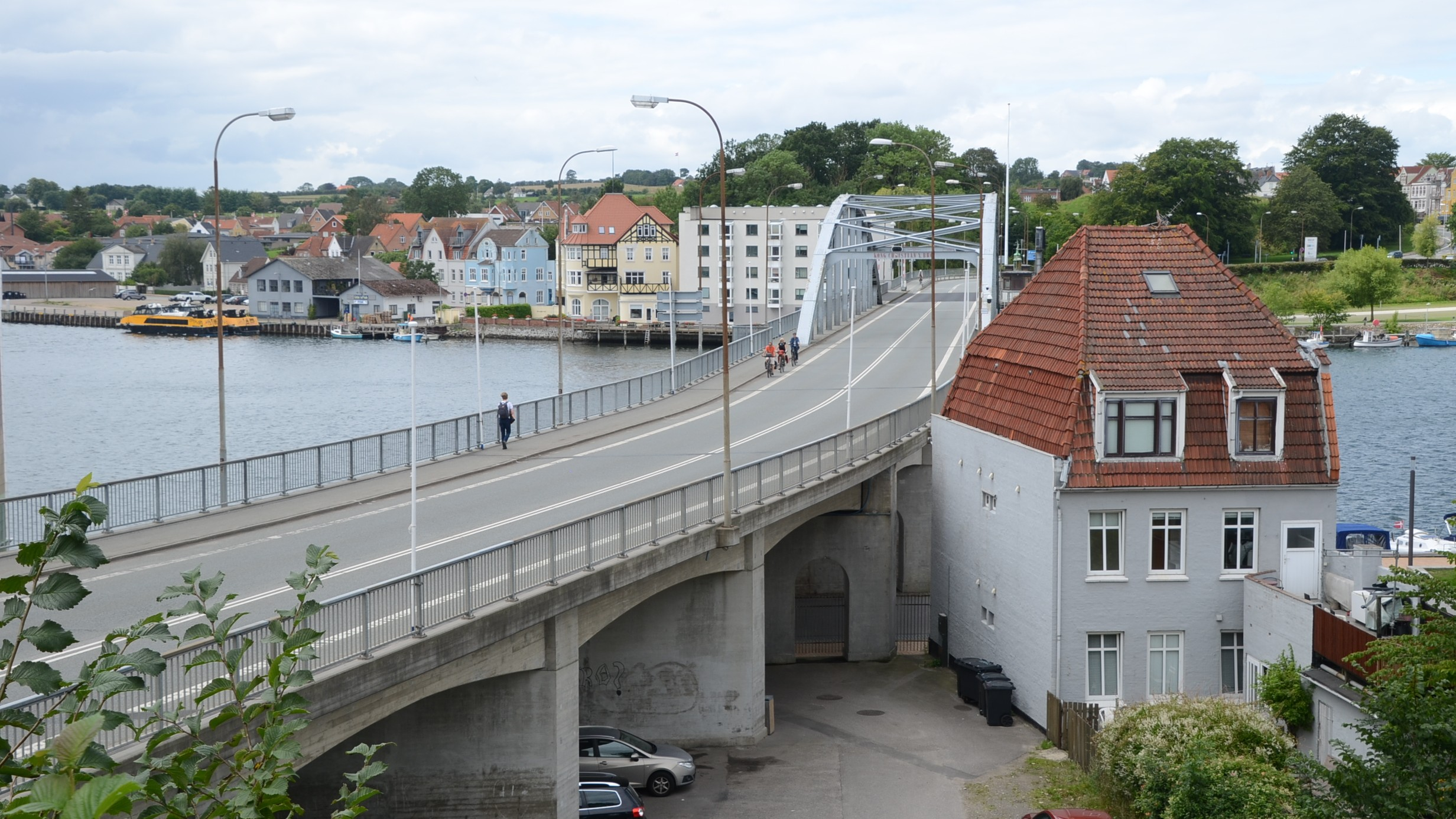

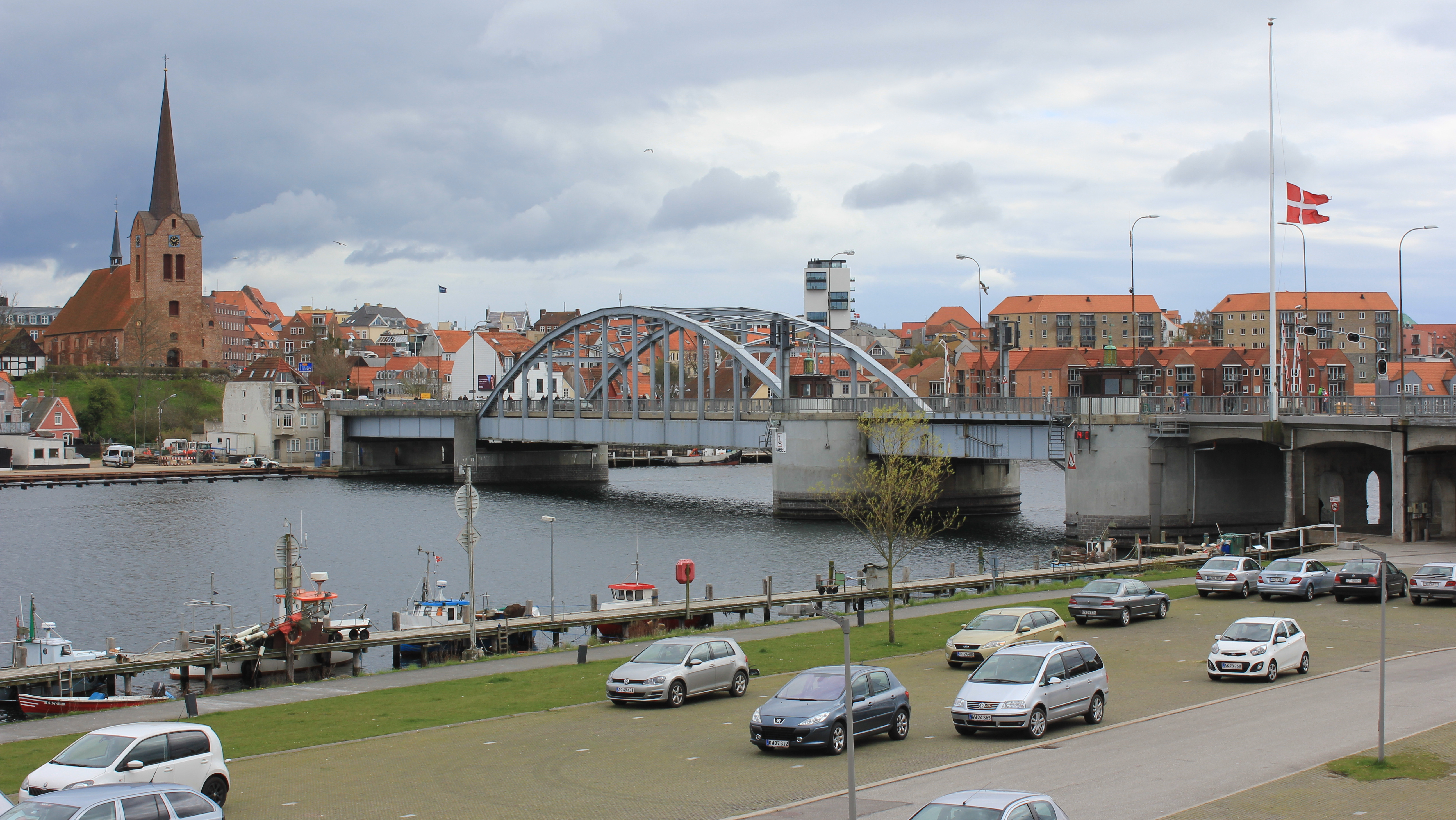